# Tommy Dorfman

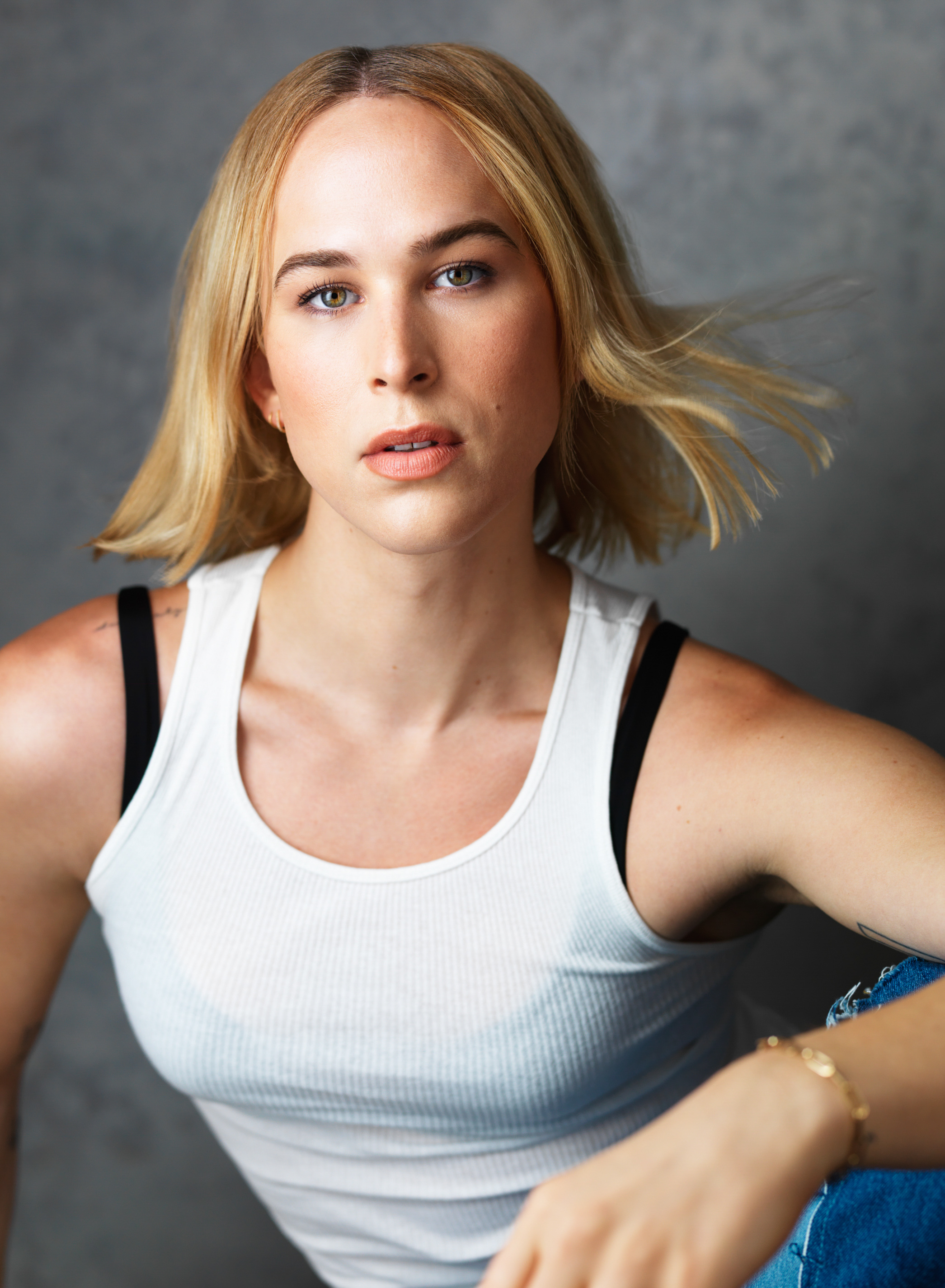
Tommy Dorfman (2022)

Tommy Dorfman (geboren 13. Mai 1992 in Atlanta) ist eine US-amerikanische Schauspielerin und 2017 durch die Rolle Ryan Shaver in der Netflix-Eigenproduktion Tote Mädchen lügen nicht bekannt geworden. Nach einer Phase der Entwicklung lebt sie seit 2020 als Frau.

## Leben
Dorfman wuchs in Atlanta im US-Bundesstaat Georgia auf. 2015 schloss sie die Fordham University als Mitglied eines Schauspiel-Programms mit einem Bachelor in Theaterwissenschaften ab.
Dorfman outete sich bereits am Anfang ihrer Schauspielkarriere öffentlich als homosexuell, bezogen auf ihre damals noch männliche Geschlechtsidentität. Sie verlobte sich im April 2015 mit Peter Zurkuhlen, die beiden heirateten am 12. November 2016 in Portland. Anfang Februar 2022 reichte Zurkuhlen die Scheidung ein.
Im November 2017 gab Dorfman während eines Interviews mit der Website Refinery29 bekannt, sich als nichtbinär zu identifizieren. Entsprechend benutzte Dorfman im Englischen für sich das geschlechtsneutrale Pronomen they. Auch einige Medien nutzten diese Art der Formulierung in der Berichterstattung über Dorfman. Im Juli 2021 bekannte Dorfman in einem Interview in der Time, sich seit einem Jahr als trans Frau zu identifizieren, mit Nutzung der femininen Pronomen „sie“ und „ihr“ (englisch „she“ und „her“). Sie werde jedoch ihren Vornamen beibehalten, da sie nach einem kurz nach ihrer Geburt verstorbenen Onkel benannt wurde und sich deswegen dem Namen Tommy sehr verbunden fühle. Im Interview beschrieb Dorfman, dass sie zunächst Angst gehabt habe, durch eine geschlechtsangleichende Maßnahme ihre Karriere zu verlieren, dann aber die Transition als sehr befreiend erlebt habe.
Im Oktober 2019 erhielt Dorfman von der Travestiekünstlerin Violet Chachki für ein Video der sich an LGBT-Personen richtenden Online-Publikation them. ein Makeover zur Dragqueen. Die beiden sprachen währenddessen unter anderem über ihre verschiedenen Karrieren, geschlechtliche Identität, da sich Chachki ebenfalls als nichtbinär identifiziert, sowie über ihre gemeinsame Vergangenheit in Atlanta, wo sie früher zusammen als Paar lebten.

## Karriere

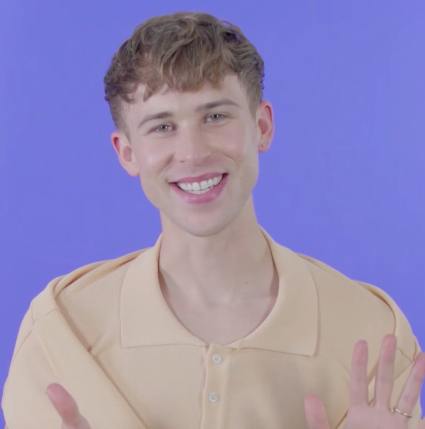
Tommy Dorfman (2018)

Ein Jahr nach ihrem College-Abschluss erfuhr Dorfman durch einen Mitbewohner vom Casting für die Netflix-Serie Tote Mädchen lügen nicht. Sie wurde schließlich in der wiederkehrenden Nebenrolle Ryan Shaver besetzt, einem offen homosexuellen Schüler und Redakteur der Schülerzeitung, der ein Tonband von der verstorbenen Protagonistin Hannah Baker erhält, auf dem sie ihn für ihren Suizid verantwortlich macht, da er ihr sehr persönliches Gedicht ohne ihr Einverständnis unter seinen Mitschülern verteilt hat. Dorfman verkörperte die Rolle in den ersten beiden Staffeln der Serie, in der dritten und vierten Staffel wurde die Abwesenheit der Figur mit einem Gap Year in Europa erklärt. In der letzten Episode hatte Ryan Shaver einen kurzen Cameo-Auftritt auf der Abschlussfeier seiner Freunde.
Im Oktober 2017 erhielt Dorfman den Rising Star Award bei den GLAAD Media Awards. Im Folgemonat entwarf sie für ASOS eine eigene Mode-Kollektion.
Im Frühling 2019 spielte Dorfman erstmals in dem Stück Daddy des Autors Jeremy O. Harris unter Regie von Danya Taymor am The New Group in New York City eine Theaterrolle.
Dorfmans Regiedebüt I Wish You All The Best, das auf dem gleichnamigen YA-Roman von Mason Deavers basiert, soll im März 2024 beim South by Southwest Film Festival seine Premiere feiern.

## Filmografie (Auswahl)
- 2009: Foreign Exchange (Kurzfilm)
- 2013: In My Skin (Kurzfilm)
- 2016: The Yearbook (Fernsehserie, drei Folgen)
- 2016: I, Witness (Fernsehserie, Folge 1x02)
- 2017–2020: Tote Mädchen lügen nicht (13 Reasons Why, Fernsehserie, 18 Folgen)
- 2018: Expiration Date (Kurzfilm)
- 2019: Fluidity
- 2019: American Princess (Fernsehserie, vier Folgen)
- 2019: Jane the Virgin (Fernsehserie, acht Folgen)
- 2019: Insatiable (Fernsehserie, Folgen 2x06–2x07)
- 2020: Love, Victor (Fernsehserie, Folge 1x08)
- 2020: Acting for a Cause (Fernsehserie, Folge 3x04)
- 2020: Liebe in Zeiten von Corona (Love in the Time of Corona, Miniserie, vier Folgen)
- 2020: RuPaul’s Drag Race All Stars (Fernsehserie, Gastjurorin Folge 5x05)
- 2021: Fracture (Fernsehserie, fünf Folgen)
- 2021: The Shuroo Process
- 2022: Sharp Stick
- 2024: I Wish You All The Best (Regie, Drehbuch und Produktion)